# Bande
Bande là một đô thị trong tỉnh Ourense, thuộc vùng Galicia ở tây bắc Tây Ban Nha.

## Biến động dân số
| Biến động dân số của Bande - giai đoạn 1900 và 2004 -                                                                                |       |       |       |       |
| 1900 | 1930  | 1950  | 1981  | 2004  |
| 5.721 | 5.684 | 6.099 | 3.882 | 2.326 |
| Fuentes: INE e IGE (Los criterios de registro censal variaron entre 1900 y 2004, y los datos del INE y del IGE pueden no coincidir.) |       |       |       |       |